# Аручаванк
Аручаванк (арм. Արուճավանք), также Церковь Святого Григория Просветителя — храм в селе Аруч в Арагацотнской области Армении.

## История
Храм был построен в середине VII века, предположительно в 641 году. В 1946—1948 годах была проведена частичная реставрация, в ходе которой удалось воссоздать первоначальный облик, за исключением барабана и купола.

## Современное состояние
Храм находится в полуразрушенном состоянии. Двери и купол отсутствуют.

## Галерея
- Вход в церковь
- Надпись в входа в церковь на древнеармянском языке